# 川原袈裟太郎
川原 袈裟太郎（かわはら けさたろう、1870年1月12日（明治2年12月11日） - 1933年9月6日）は、日本の海軍軍人。最終階級は海軍中将。族籍は東京府平民。

## 経歴
肥前国（現在の佐賀県）出身。旧佐賀藩士・川原道種の三男。川原義太郎の弟。攻玉社を経て、1890年7月、海軍兵学校（17期）を卒業し、1892年5月、海軍少尉任官。
日清戦争では「大和」乗組として出征した。第2水雷艇隊付、砲術練習所分隊士を経て、水雷術練習所で学んだ。佐世保水雷団、「扶桑」分隊長、水雷術練習所教官、「秋津洲」水雷長、海兵教官、軍令部出仕、「鎮中」艦長、軍令部第3局員、ロシア出張などを経て、ロシア駐在となり1904年1月、中欧・ポートサイド諜報任務に従事。「浅間」分隊長を経て、日露戦争には第3艦隊参謀として出征し、大連湾防備隊参謀となった。
「沖島」副長、第2艇隊司令、伏見宮博恭王付武官、軍令部参謀、「鹿島」副長、「鈴谷」艦長、ロシア大使館付武官、「日進」「伊吹」「摂津」の各艦長などを歴任し、1916年12月、海軍少将に進級した。海軍水雷学校長、兼海軍砲術学校長、第5戦隊司令官などを経て、1920年12月、海軍中将となった。以後、将官会議議員、第2戦隊司令官、旅順要港部司令官を勤め、1923年3月、予備役に編入された。

## 人物
1908年、分かれて一家を創立した。東京府在籍。

## 栄典
位階
- 1892年（明治25年）7月6日 - 正八位[4]
- 1896年（明治29年）7月20日 - 従七位[5]
- 1898年（明治31年）3月8日 - 正七位[6]
- 1905年（明治38年）9月12日 - 正六位[7]
- 1910年（明治43年）10月21日 - 従五位[8]
- 1915年（大正4年）11月11日 - 正五位[9]
- 1920年（大正9年）12月10日 - 従四位[10]
- 1923年（大正12年）4月30日 - 正四位[11]

勲章等
- 1895年（明治28年）11月18日 - 勲六等単光旭日章[12]明治二十七八年従軍記章[13]
- 1900年（明治33年）11月30日 - 勲五等瑞宝章[14]
- 1901年（明治34年）11月20日 - 双光旭日章[15]
- 1902年（明治35年）5月10日 - 明治三十三年従軍記章[16]
- 1905年（明治38年）11月30日 - 勲四等瑞宝章[17]
- 1906年（明治39年）4月1日 - 功四級金鵄勲章・勲三等旭日中綬章・明治三十七八年従軍記章[18]
- 1915年（大正4年）11月7日 - 大正三四年従軍記章[19]
- 1918年（大正7年）2月26日 - 勲二等瑞宝章[20]
- 1920年（大正9年）11月1日 - 戦捷記章[21]
- 1921年（大正10年）7月1日 - 第一回国勢調査記念章[22]
- 1922年（大正11年）1月30日 - 勲一等瑞宝章[23]

外国勲章佩用允許
- 1902年（明治35年）10月28日 - ロシア帝国：神聖アンナ第三等勲章[24]

## 家族・親族
川原家　
佐賀県、東京市外井荻町下荻窪
川原は1923年に、東京府豊多摩郡杉並町（現在の東京都杉並区）荻窪に、桜井小太郎設計により私邸を建てた。その川原邸は第二次世界大戦にも耐え、終戦後に歯科診療所となって2002年まで現存していた。
- 妻・キン（佐賀[2]、あるいは千葉士族[3]、大野右仲の三女）[2][3]

1881年 -
- 長男・篤[2]

1902年 -
- 同妻・節（東京、幸田成友の二女）

1908年 -
親戚
- 弟・川原五郎（横浜高等工業学校教授）[2]
- 長男の妻の父・幸田成友（東京商科大学教授、文学博士）